# Brian Orakpo
Brian Ndubisi Orakpo (* 24. Januar 1984 in Houston, Texas) ist ein ehemaliger US-amerikanischer American-Football-Spieler in der National Football League (NFL). Er spielte für die Washington Redskins sowie die Tennessee Titans als Outside Linebacker.

## College
Orakpo, der Sohn nigerianischer Einwanderer, besuchte die University of Texas und spielte zwischen 2005 und 2008 für deren Team, die Longhorns, an verschiedenen Positionen in der Defensive Line überaus erfolgreich College Football. Er wurde in diverse Auswahlmannschaften berufen und vielfach ausgezeichnet, darunter auch mit der prestigeträchtigen Bronko Nagurski Trophy und dem Lombardi Award.

## NFL

### Washington Redskins
Beim NFL Draft 2009 wurde er in der ersten Runde als 13. Spieler von den Washington Redskins ausgewählt und zum Linebacker umfunktioniert. Er konnte sich sofort etablieren und kam in seiner Rookiesaison in allen Spielen als Starter zum Einsatz, wobei ihm 11,0 Sacks gelangen. Mit Ausnahme der Saison 2012, wo er verletzungsbedingt nur zwei Partien bestreiten konnte, war er auch in den folgenden Jahren erfolgreich als Pass Rusher für sein Team tätig. In der Spielzeit 2013 konnte er sogar einen Touchdown erzielen und wurde zum dritten Mal in den Pro Bowl berufen.

### Tennessee Titans
2015 wechselte er zu den Tennessee Titans. Sein neues Team wählte ihn gleich zu einem der Mannschaftskapitäne der Defense. 2016 wurde er erneut für den Pro Bowl berücksichtigt.
Orakpo bestritt für die Titans 61 Partien. Ende 2018 erklärte er seinen Rücktritt vom aktiven Sport.